# Altenbruch
Altenbruch (platduits:Olenbrook) is een dorp en voormalige gemeente in de Duitse deelstaat Nedersaksen. Het dorp maakt sinds 1972 deel uit van de gemeente Cuxhaven. Het is één van de vier Ortschaften in deze gemeente met een eigen  burgemeester en Ortsteilrat, een stadsdeelraad.

## Algemeen
Altenbruch is een zeer langgerekt dorp dat over een afstand van zo'n 15 kilometer parallel aan de Elbe loopt. Het dorp wordt voor het eerst genoemd in een oorkonde uit 1280. Centraal in het dorp staat, op circa 6½ km ten  zuidoosten van het centrum van Cuxhaven, de Nicolaikerk, waarvan de bouw waarschijnlijk al in de twaalfde, maar zeker al in de dertiende eeuw is begonnen. De deelsromaanse, deels gotische kerk is een van de drie zogenaamde Bauerndome van het historische Land Hadeln. Bezienswaardig in het interieur zijn o.a.  een altaarstuk uit de 15e eeuw en de zogenaamde Priechen, het kerkgestoelte voor de belangrijkste gemeenteleden.
Altenbruch heeft een eigen  haven aan de Elbe.
Markant is de Jugendstil-villa Villa Gehben. Een boerenzoon uit Altenbruch, Ernst Gehben (1844-1916) emigreerde in 1859 naar de Verenigde Staten en werd daar rijk. In 1904 ging hij even terug naar zijn geboortedorp en trouwde daar met een boerendochter. Een paar jaar later kregen zij heimwee en lieten in Altenbruch voor zichzelf deze villa bouwen, waar ze in 1908 gingen wonen. De villa is tegenwoordig het culturele centrum en de trouwlocatie van het dorp. Achter de villa ligt het openbare park van Altenbruch.
In de haven van het dorp ligt een onderzeeboot voor anker. Deze heeft een museale functie en is te bezichtigen.

## Afbeeldingen

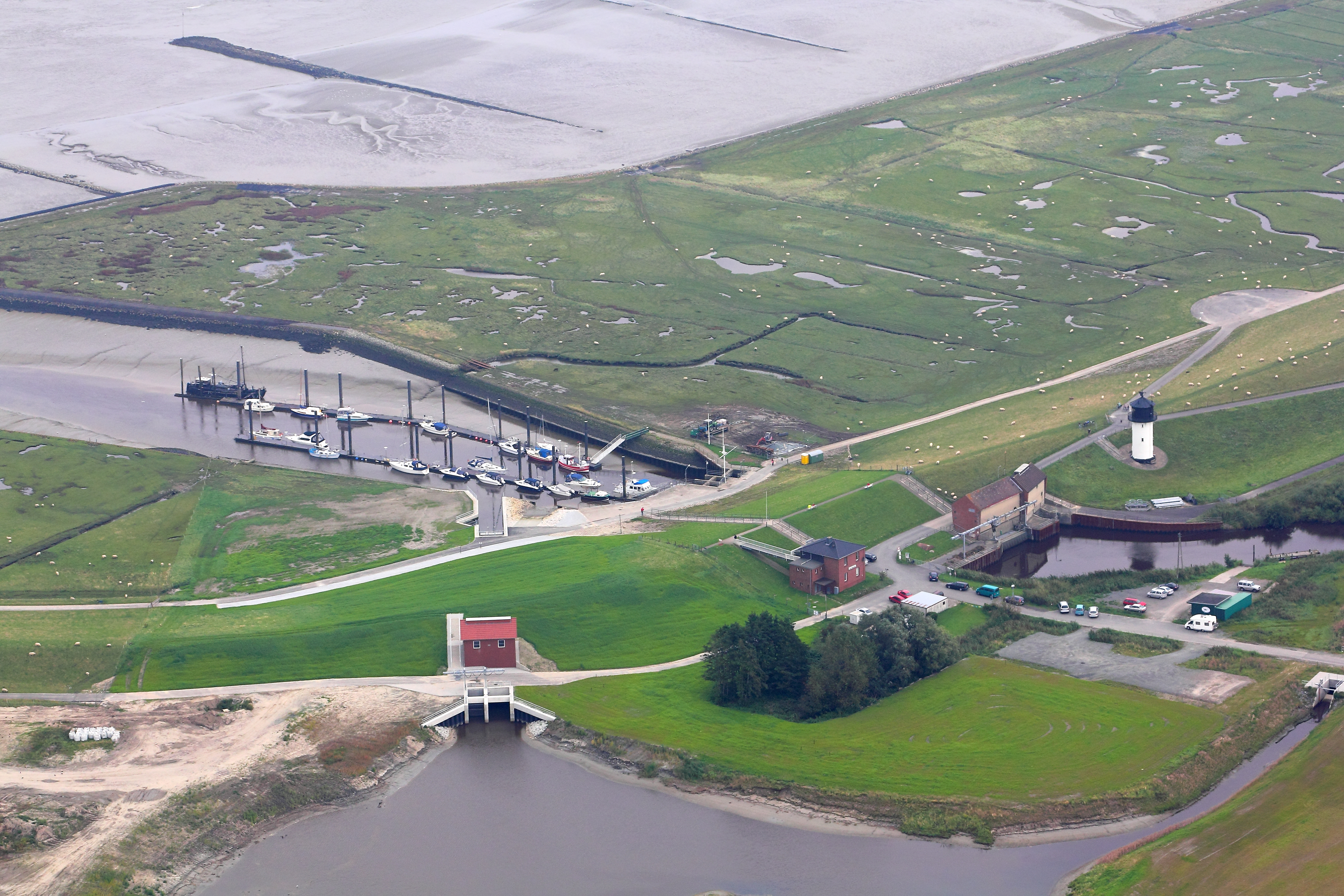
Haven
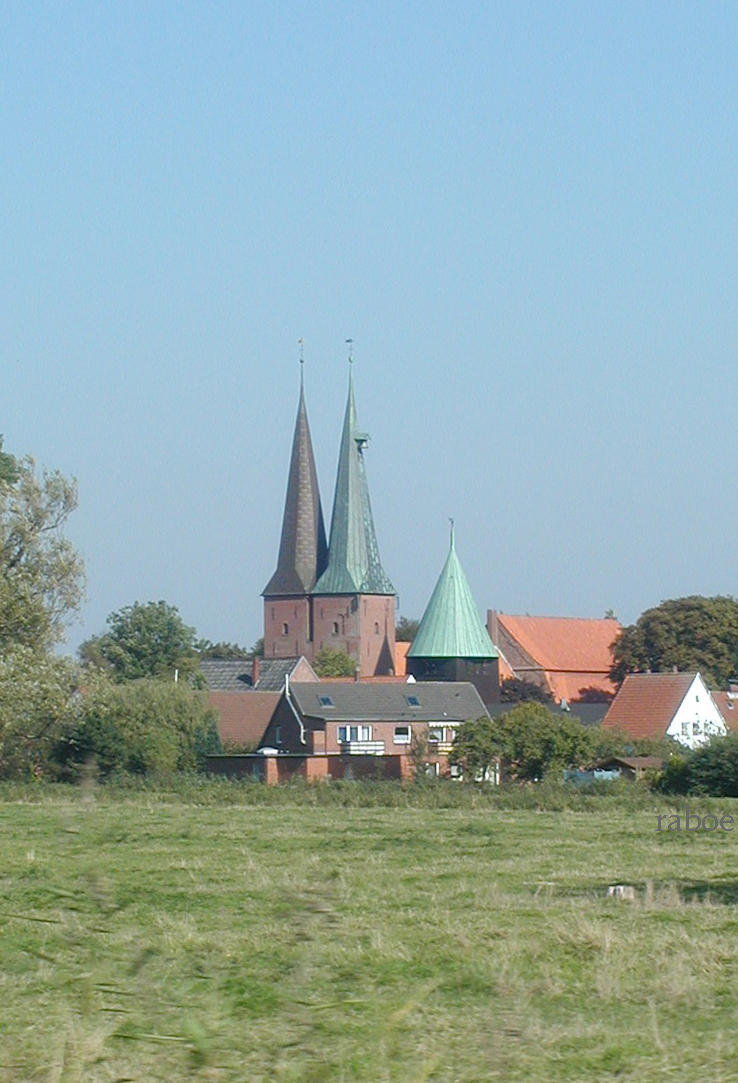
De Nicolaikerk met drie torens
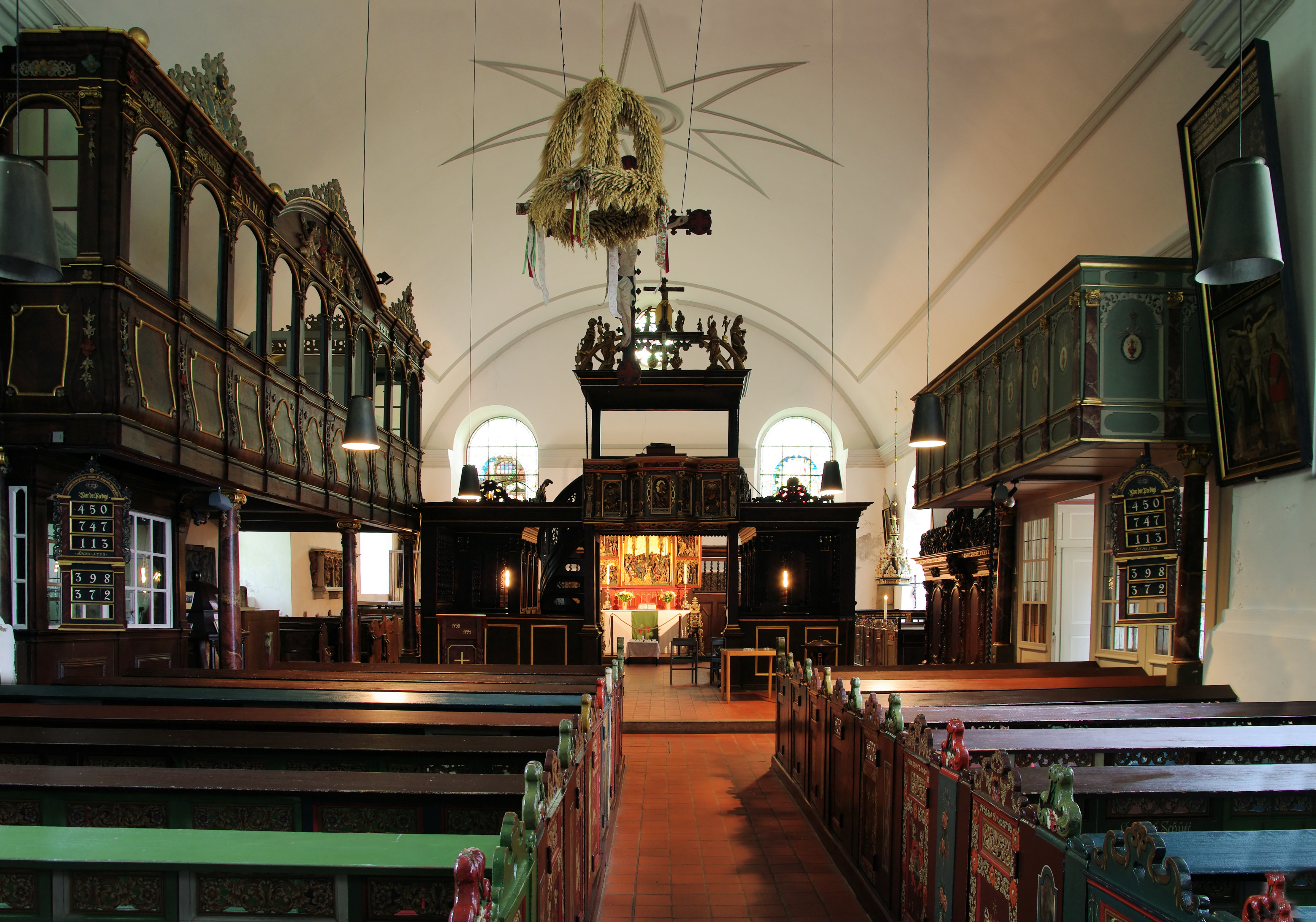
Interieur van dit kerkgebouw (1)
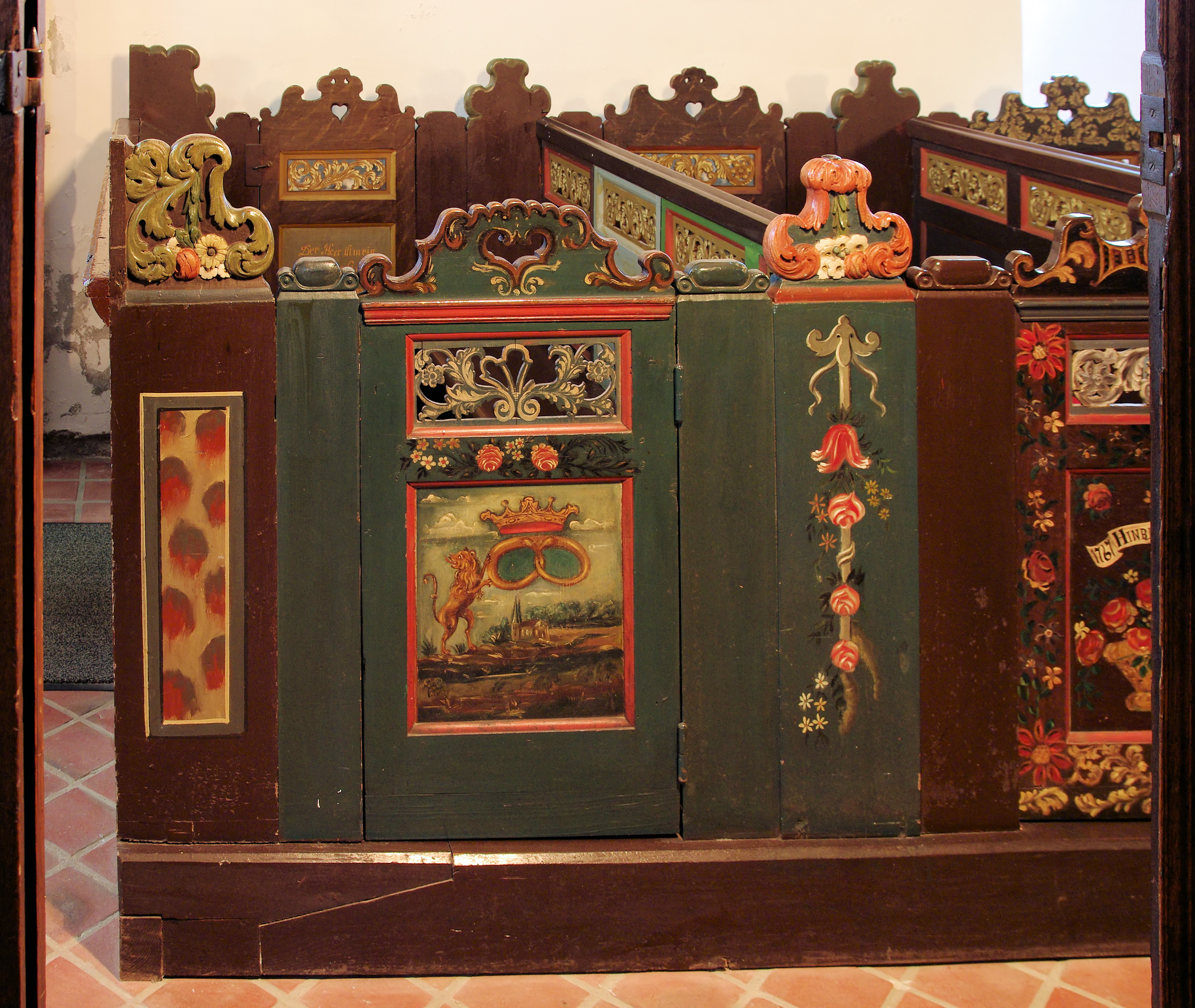
Interieur van dit kerkgebouw (2), kerkbanken met familiewapens erop
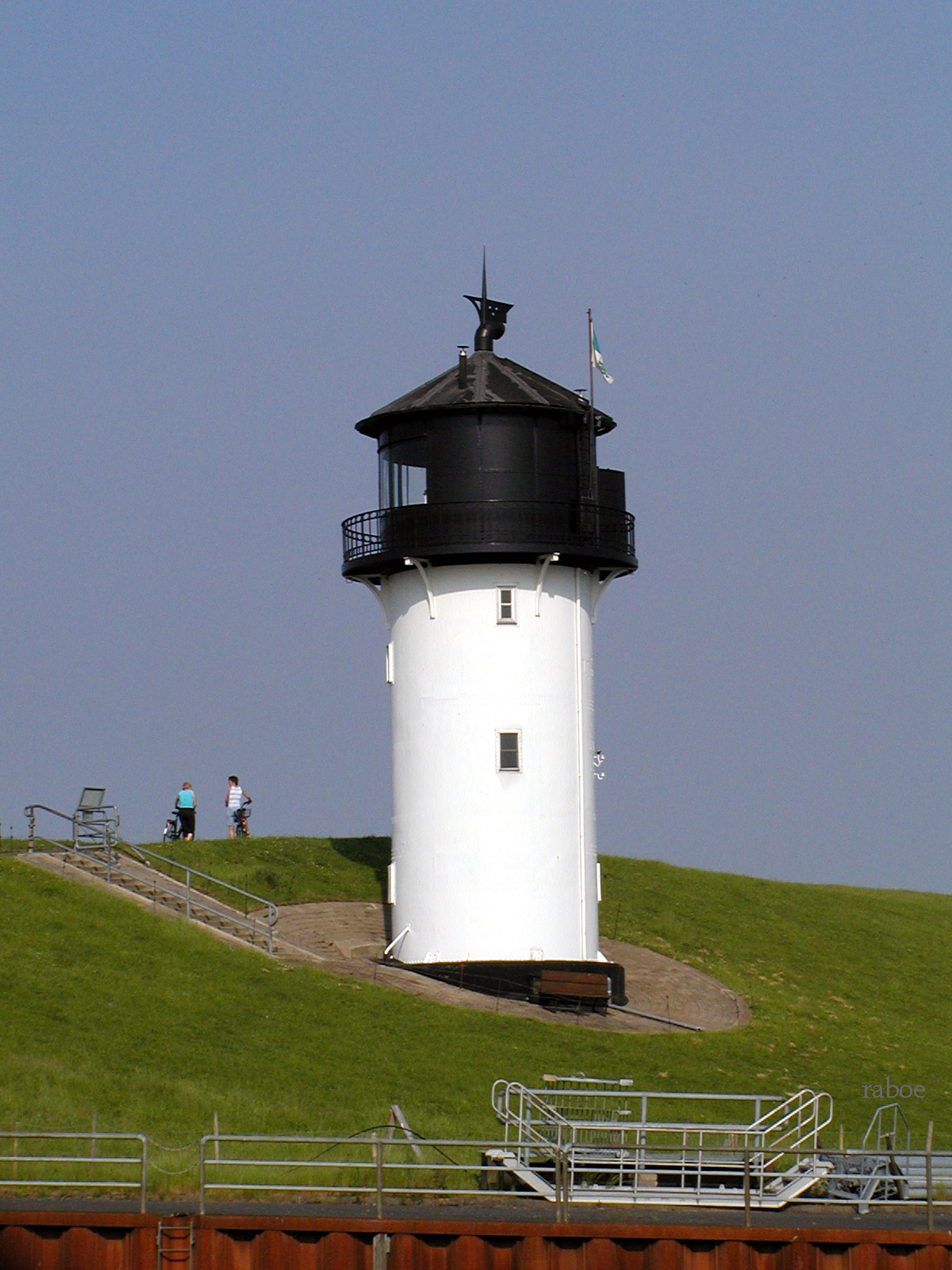
Vuurtoren Dicke Berta
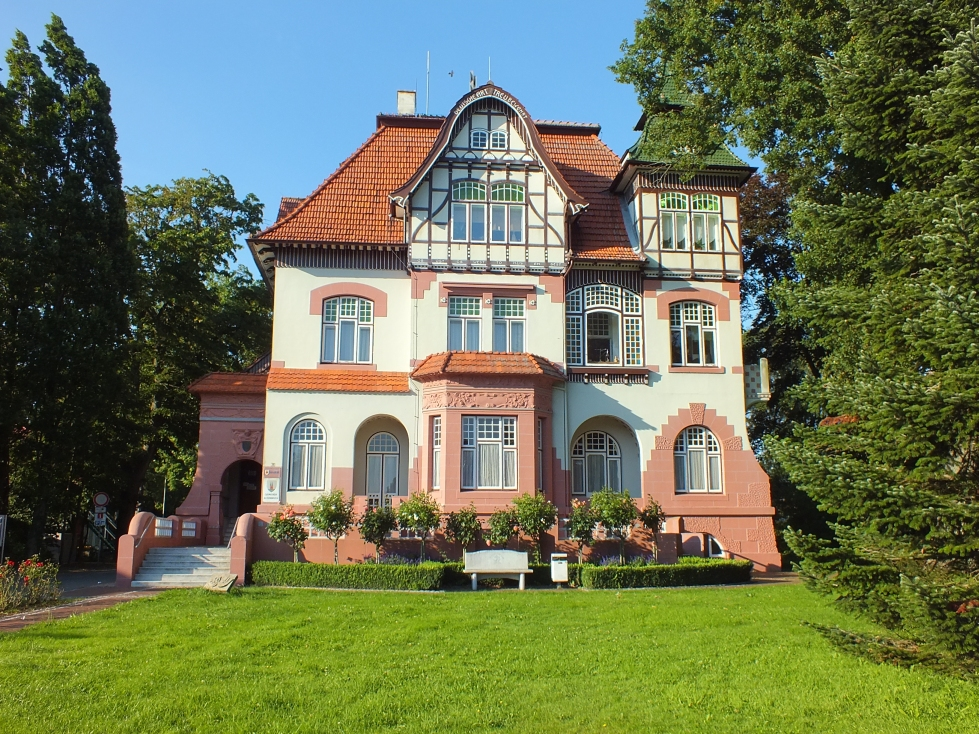
Villa Gehben (1908)

- Gemeinsame Normdatei: 4085034-1
- Virtual International Authority File: 129680813